# Zintha rosimon
Zintha rosimon är en fjärilsart som beskrevs av Hans Daniel Johan Wallengren 1857. Zintha rosimon ingår i släktet Zintha och familjen juvelvingar. Inga underarter finns listade i Catalogue of Life.